# Jan Komarnicki (1894–1940)
Jan Komarnicki (ur. 29 lipca 1894 w Wieliczce, zm. wiosną 1940 w Katyniu) – kapitan administracji (piechoty) Wojska Polskiego, ofiara zbrodni katyńskiej.

## Życiorys
Syn Franciszka i Franciszki z Grzywaczów. Żołnierz II Brygady Legionów. Uczestnik wojny 1920 w szeregach 33 pułku piechoty.
W okresie międzywojennym pozostał w wojsku. W 1922 nadal służył w 33 pułku piechoty w stopniu porucznika. Na liście starszeństwa oficerów zawodowych z 1922 figuruje jako Jan Komarnicki–Pieprzyk (lokata 796 w korpusie oficerów piechoty). Awansował do stopnia kapitana 15 sierpnia 1924 (starszeństwo z dniem 15 sierpnia 1924 i 327 lokatą w korpusie oficerów piechoty). W 1932 roku pełnił służbę w Departamencie Piechoty Ministerstwa Spraw Wojskowych. W 1939 roku pełnił służbę w Wydziale I Ogólnym Biura Personalnego Ministerstwa Spraw Wojskowych na stanowisku kierownika referatu 4 podoficerów zawodowych i nadterminowych.

W czasie kampanii wrześniowej 1939, po agresji ZSRR na Polskę, w nieznanych okolicznościach wzięty do niewoli radzieckiej. Według stanu na dzień 17 października 1939 był jeńcem obozu orańskiego. Następnie został wysłany do obozu jenieckiego w Kozielsku, dokąd dotarł 1 listopada 1939. 22 kwietnia 1940 przekazany do dyspozycji naczelnika smoleńskiego obwodu NKWD – lista wywózkowa 040/3, poz. 89, nr akt 1675 z 20 kwietnia 1940. Został zamordowany między 23 a 24 kwietnia 1940 w lesie katyńskim przez funkcjonariuszy Obwodowego Zarządu NKWD w Smoleńsku oraz pracowników NKWD przybyłych z Moskwy na mocy decyzji Biura Politycznego KC WKP(b) z 5 marca 1940. Ofiary tej zbrodni grzebano w bezimiennych mogiłach zbiorowych, gdzie od 28 lipca 2000 mieści się oficjalnie Polski Cmentarz Wojenny w Katyniu. W miejscu tym prowadzone były ekshumacje i prace archeologiczne, jednak Jan Komarnicki nie został zidentyfikowany.
5 października 2007 minister obrony narodowej Aleksander Szczygło mianował go pośmiertnie na stopień majora. Awans został ogłoszony 9 listopada 2007 w Warszawie, w trakcie uroczystości „Katyń Pamiętamy – Uczcijmy Pamięć Bohaterów”.

### Życie prywatne
Mieszkał w Warszawie. Był żonaty z Julią z Koskowskich, z którą miał córkę Barbarę.

## Ordery i odznaczenia
- Krzyż Niepodległości (6 czerwca 1931)[20]
- Krzyż Walecznych (czterokrotnie[21], po raz 1 i 2 rozkazem L. 2142)
- Srebrny Krzyż Zasługi (1936)[22]
- Krzyż Kampanii Wrześniowej – pośmiertne 1 stycznia 1986